# Місто пробуджується рано (фільм, 1967)
«Місто пробуджується рано» (груз. «ქალაქი ადრე იღვიძებს», рос. «Город просыпается рано») —грузинський радянський художній фільм 1967 року кінорежисера Сіко Долідзе.

## Актори
- Шалва Херхеулідзе — Daviti
- Сесіль Такаішвілі — Mariami
- Мегі Цулукідзе — Мєдея
- Отар Коберідзе — Tengizi
- Лія Еліава — Melita
- Т. Бібілурі — Дато
- Ніно Ахаладзе — Хатуна
- Іпполіт Хвічіа — Ipolite
- Яків Трипільський — міністр
- Д. Хулордава — Durmishkhani
- Баадур Цуладзе — чорнороб
- Григол Талаквадзе — чорнороб
- Іраклі Квокрашвілі — чорнороб
- Р. Барамідзе — чорнороб
- С. Існелі — чорнороб
- Дж. Бурчуладзе
- Михайло Чіхладзе
- Ч. Чхеідзе
- А. Долідзе
- Т. Габунія
- Георгій Гегечкорі
- Ш. Джаніашвілі
- Н. Закаріадзе
- І. Ніджарадзе
- Г. Корідзе
- С. Рухадзе
- Олена Сакварелідзе
- Дудухана Церодзе

| Фільми | Це незавершена стаття про кінофільм. Ви можете допомогти проєкту, виправивши або дописавши її. |